# Kundkorg

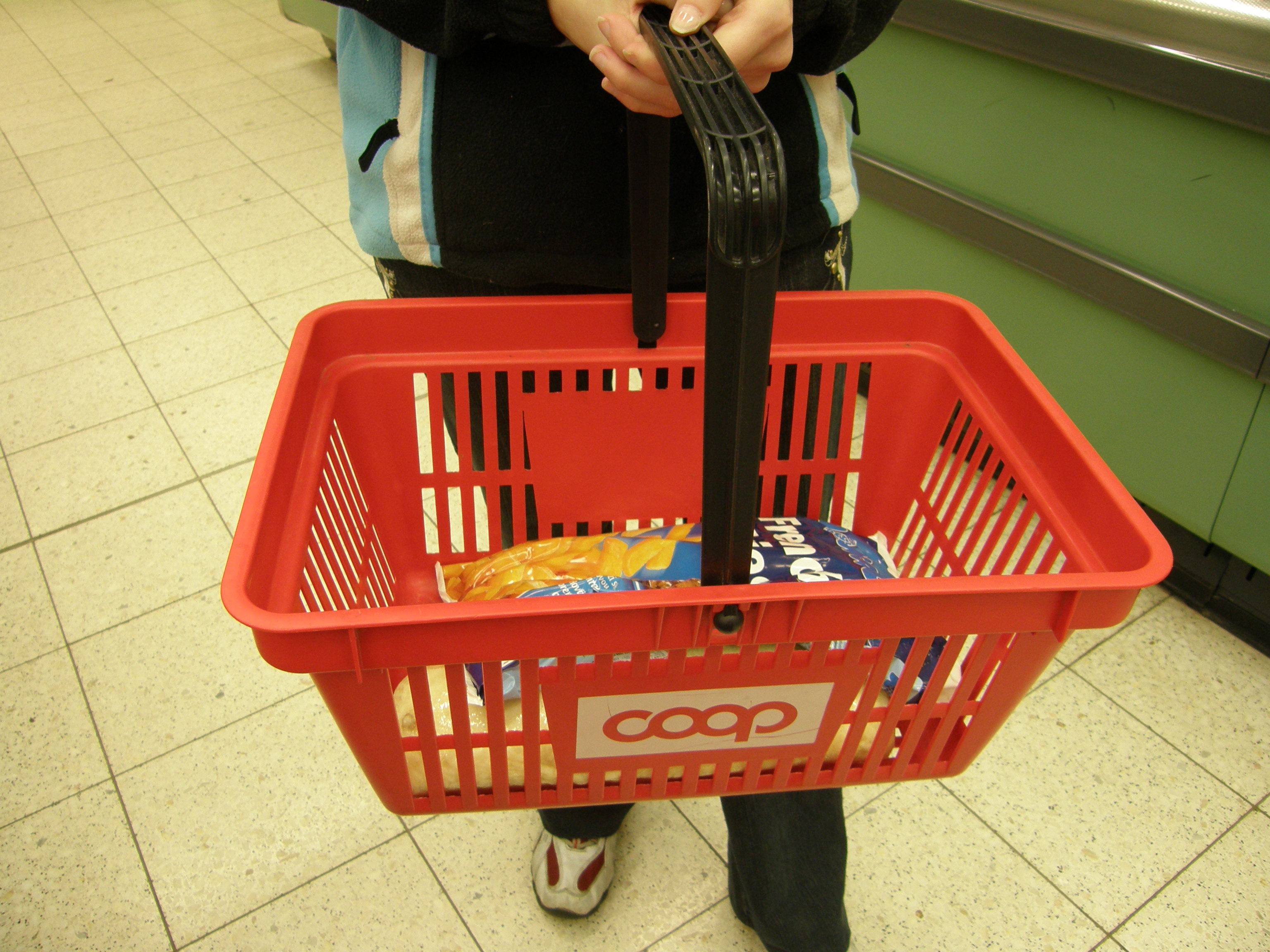
En kundkorg av plast.

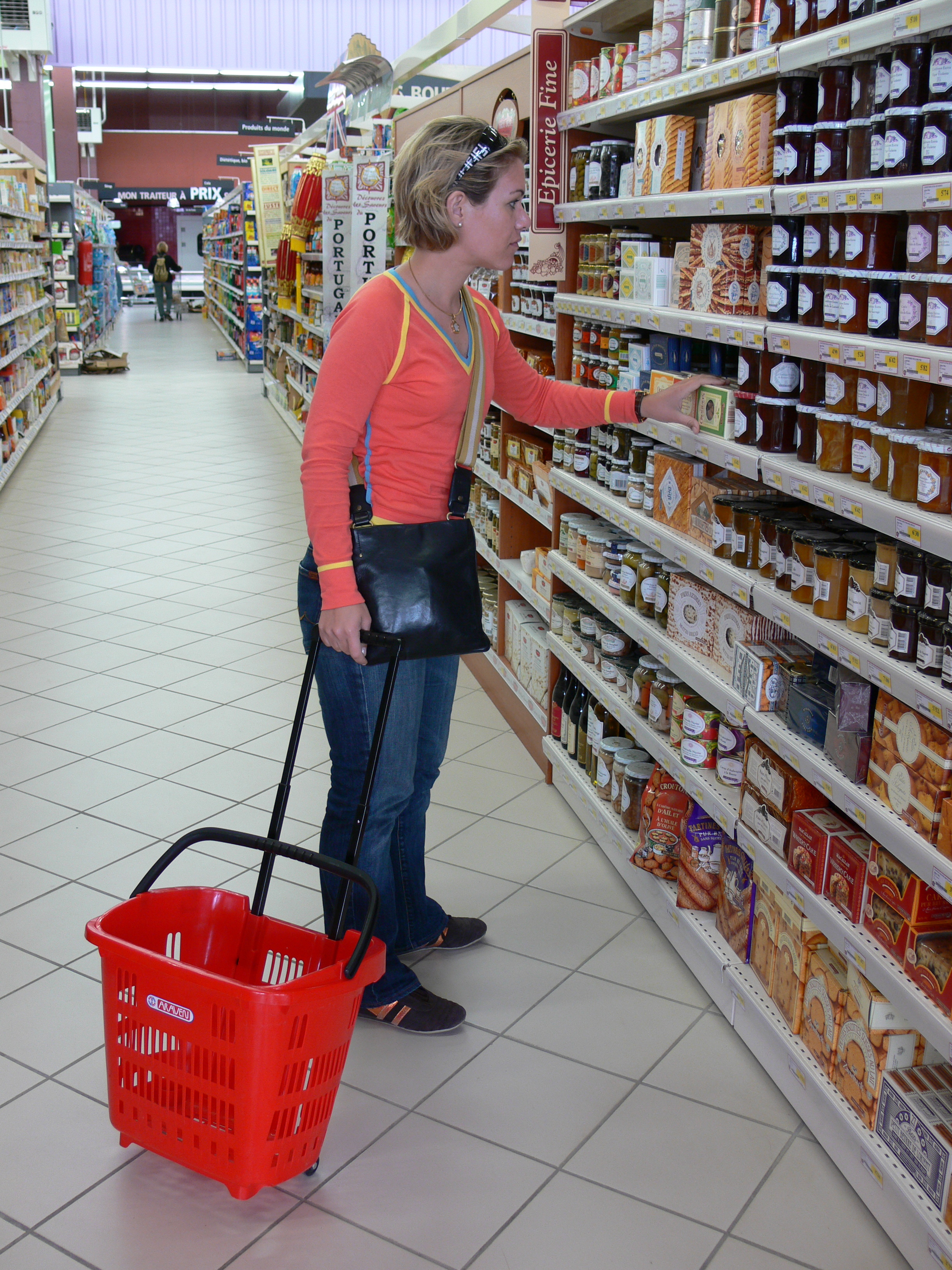
En kvinna med en kundkorg som har både bär- och draghandtag.

En kundkorg eller varukorg är en korg, ofta gjord av plast eller metall, som kunder använder i butiker för att transportera varor till kassan. Kundkorgar används bland annat i mataffärer, som ett mindre alternativ till kundvagnar.

## Historia
Kundkorgar blev vanliga i mataffärer i slutet av 1940-talet när självbetjäningen blev vanlig. Tidiga kundkorgar var ofta gjorda av metalltråd och den första kundkorgen i plast lanserades 1960. Sedan dess har kundkorgar fått andra handtag och blivit större.
AB Gustavsberg och Sven-Eric Juhlin skapade i samarbete med Kooperativa Förbundet den moderna svenska kundkorgen i plast. Modellen blev stilbildade när den började tillverkas 1970 – de flesta kundkorgar i dagligvaruhandeln i Sverige är kopior av Juhlins original. Den formgavs utifrån specifikationen att kunna vara stapelbar och ha plats för 20 liter och tåla en vikt på 20 kg.
På 2000-talet tillverkas även kundkorgar med små hjul som ett komplement till ordinarie kundkorgar och kundvagnar. Dessa är större än konventionella kundkorgar utan hjul och försedda med två olika typer av handtag, dels draghandtag och dels bärhandtag. Det vanliga är att man drar korgen efter sig, till skillnad från konventionella kundvagnar som man vanligtvis drar framför sig.

## Hygien
Vid en undersökning i juni 2010 fann man en blandning av smuts, mikroorganismer från människor och bakterier från läckande förpackningar som gjorde att ingen kundkorg kunde godkännas som säker för livsmedelshantering. Livsmedelsverket menar att risken för nedsmutsade kundkorgar kan minimeras genom att butikerna har tvättrutiner för kundkorgarna, men att smutsiga kundkorgar i sig inte utgör någon större risk för smitta om varorna är förpackade och man följer hygienrekommendationer som att tvätta händerna före matlagning.